# It’s the End of the World as We Know It (And I Feel Fine)
«It’s the End of the World as We Know It (And I Feel Fine)» — песня американской рок-группы R.E.M. с их альбома 1987 года Document. Кроме того, позже в том же 1987 году песня была издана отдельным синглом. Второй сингл с вышеназванного альбома.
В США песня достигла 69 места в чарте Billboard Hot 100.
В 2014 году британский музыкальный журнал New Musical Express поместил песню «It’s the End of the World as We Know It (And I Feel Fine)» в исполнении группы R.E.M. на 460-е место своего списка «500 величайших песен всех времён».
Кроме того, песня, в частности, вошла (опять же в оригинальном исполнении группы R.E.M.) в составленный журналом «Тайм» в 2011 году список All-TIME 100 Songs (список ста лучших песен с момента основания журнала «Тайм»).